# Síndrome mielodisplásica
Síndrome mielodisplásica (SMD) refere-se a um grupo de neoplasias das células sanguíneas precursoras da medula óssea, caracterizada por um aumento na quantidade das células imaturas, que podem se deslocar para baço e fígado, e uma produção de células sanguíneas ineficientes e anormais (anemia, leucopenia ou trombocitopenia). Há um risco de 20 a 30% de se transformar em leucemia mieloide aguda. Todas as três linhas celulares da medula óssea podem estar envolvidas (série branca ou granulocítica, série vermelha ou eritrocítica e série plaquetária ou megacariocítica).
A SMD é mais comum em idosos com uma média de idade de 70 anos. A cada ano aparecem 4 novos casos em cada 100.000 habitantes. Há maior predominância desta doença no sexo masculino. A sobrevida média é de 2,5 a 3 anos.

## Causas
Alguns pacientes tem histórico de exposição a quimioterápicos e radiação ionizante (terapêutica ou acidental). Trabalhadores expostos a tabaco, pesticidas, hidrocarbonetos, benzenos, chumbo ou mercúrio têm mais chances de desenvolver a doença do que a população em geral.
Mutações em fatores de ligação (splicing factors) foram encontradas em 40-80% dos casos com síndrome mielodisplásica, particularmente naqueles com sideroblastos anelados. As mutações nos genes que codificam a isocitrato desidrogenase 1 e 2 (IDH1 e IDH2) ocorrem em 10-20% dos pacientes com síndrome mielodisplásica e estão associadas a um pior prognóstico.
Algumas alterações hematológicas genéticas, como Anemia de Fanconi, Síndrome de Shwachman-Diamond e Anemia de Diamond-Blackfan, estão associadas com o risco de desenvolver SMD.

## Sinais e Sintomas
Os sintomas incluem:
- Cansaço frequente,
- Dores no peito (devido a anemia),
- Aumento de suscetibilidade a infecções (devido a neutropenia),
- Tendência a sangramentos (devido a trombocitopenia),
- Vertigens e náuseas,
- Perda de apetite (geralmente em crianças) e,
- Perda nos prazeres sexuais.

Embora haja um risco entre 20 e 30% de desenvolvimento de leucemia mieloide aguda, a maioria das mortes ocorre devido a sangramentos e infecções.

## Tipos

### Classificação da FAB
- Anemia refratária (AR)
- Anemia refratária com sideroblastos em anéis (ARSA)
- Anemia refratária com excesso de blastos (AREB)
- Anemia refratária com excesso de blastos em transformação (AREB-t)
- Leucemia mielomonocítica crônica (LMMC)

### Classificação da OMS
- Anemia refratária (AR)
- Anemia refratária com sideroblastos em anéis (ARSA)
- Citopenia refratária com displasia multilinear (CRDM)
- Citopenia refratária com displasia multilinear com anéis em sideroblasto (CRDM-SR)
- Anemia refratária com excesso de blastos I e II
- Síndrome 5-q
- Mielodisplasia inclassicável

## Diagnóstico
É caracterizada por leucopenia, anemia e trombocitopenia (baixa contagem de glóbulos brancos, vermelhos e plaquetas, respectivamente), grânulos anormais nas células sanguíneas, núcleo anormal em tamanho e forma, anormalidades cromossômicas, incluindo translocação cromossômica e número anormal de cromossomos.
O hemograma indica anemia hiporregenerativa geralmente macrocítica, neutrófilos hiposegmentados com pseudo-Pelger, trombocitopenia, raros blastos circulantes.
O mielograma geralmente hipercelular, mas pode ser hipocelular. Displasia pode afetar as três linhas celulares na medula óssea (série branca, série vermelha e série plaquetária):
- Série Branca:
  - Neutrófilos hipersegmentados (também vistos na anemia megaloblástica)
  - Neutrófilos hiposegmentados (ou Pseudo-Pelger Hüet)
  - Neutrófilos hipogranulares ou com grânulos grandes (ou pseudo-Chediak Higashi)
- Série Vermelha:
  - Precursores eritroides binucleados com kariorrexis
  - Pontes citoplasmáticas entre precursores eritroides (também vistas na anemia diseritropoética congênita)
  - Presença de > de 15% de sideroblastos em anéis em relação ao precursores eritroides quando o mielograma é corado com azul da Prússia (10 ou mais grânulos envolvendo 1/3 ou mais do núcleo)
- Série Plaquetária:
  - Precursores plaquetários (megacariócitos) hiposegmentados
  - Megacariócitos hipersegmentados (com aparência de osteoclastos)

## Tratamento
Os cuidados paliativos incluem produtos sanguíneos e factores de crescimento hematopoieticos (por exemplo, eritropoietina) são a base da terapia e preparam pra tratamentos curativos invasivos e agressivos como o transplante de medula óssea e quimioterapia.